# ウジェーヌ・ドゥメ
ウジェーヌ・ルイ・ドゥメ（Eugène Louis Demets 1858年4月6日 - 1923年4月25日）は、フランスの音楽出版者。20世紀初頭にはパリ有数の一流出版者だった。

## 生涯
パリ西部のパシーに生まれた。もともとは管弦楽の音楽家であったドゥメは、1899年にパリで自身の出版社を立ち上げる。はじめはマレ通りの20に社屋を構え、1903年にルヴォワ通りの2に移転した。彼は数回にわたってフランスの出版社協会（SACEM）を中傷するような言説を公にしていたとみられ、それによってSACEMに入会することが出来なかった。公式に謝罪を行った後、1901年4月24日に参加を認められている。
出版活動の傍ら、ドゥメは演奏会を企画する代理店である「Agence musicale」を運営していた。これは主に自身の出版物を大衆に届かせることを目的としていた。
短期間のうちに、ドゥメは著名な同時代の作曲家を多数自身のカタログに加えることに成功した。モーリス・ラヴェル、エリック・サティ、ホアキン・トゥリーナがそうした作曲家にあたり、また知名度はそれほどではないものの個性的な作曲家であるポール・バズレール、メラニー・ボニス、ジャン・クラ、スワン・ヘネシー、ポール・ラドミロー、ルネ＝バトンらも加わった。また、1920年には「フランス6人組」と呼ばれる作曲家集団による『6人組のアルバム』の初版を刊行している。デュラン、ルデュック、セナールに並び、ドゥメはフランスを代表する権威ある音楽出版者のひとりであると看做されていた。
ドゥメがパリで65年の生涯を終えると、彼のカタログはマックス・エシグに引き継がれて拡大されていった。

## 主要出版作品
- ラヴェル: 『亡き王女のためのパヴァーヌ』 （1900年）
- ラヴェル: 『水の戯れ』 （1902年）
- ラヴェル: 『鏡』 （1906年）
- サティ: 『犬のためのぶよぶよとした前奏曲』 （1912年）
- サティ: 『自動記述法』 （1913年）
- サティ: 『5つの夜想曲』 （1920年）
- トゥリーナ: 『セビーリャ』作品2 （1908年）
- トゥリーナ: ソナタ・ロマンティカ 作品3 （1909年）
- トゥリーナ: 『セビリアの片隅』Coins de Seville (Rincones sevillanos) 作品5 （1911年）
- オーリック、デュレ、オネゲル、ミヨー、プーランク、タイユフェール: 『6人組のアルバム』 (1920)